# Tomis (araña)
Tomis es un género de arañas saltarinas de la familia Salticidae.

## Especies
- Tomis beieri (Caporiacco, 1955)
- Tomis canus Galiano, 1977
- Tomis kratochvili (Caporiacco, 1947)
- Tomis manabita W. Maddison, 2020
- Tomis mazorcanus (Chamberlin, 1920)
- Tomis mona (Bryant, 1947) –
- Tomis palpalis F. O. Pickard-Cambridge, 1901
- Tomis pavidus (Bryant, 1942)
- Tomis phaleratus (Galiano & Baert, 1990)
- Tomis pintanus (Edwards & Baert, 2018)
- Tomis tenebricus (Galiano & Baert, 1990)
- Tomis trisetosus (Edwards & Baert, 2018)
- Tomis uber (Galiano & Baert, 1990)
- Tomis vanvolsemorum (Baert, 2011)
- Tomis welchi (Gertsch & Mulaik, 1936)